# Nazair Jones
Nazair Jones (Roanoke Rapids, 13 dicembre 1994) è un ex giocatore di football americano statunitense che ha militato nel ruolo di defensive tackle nella National Football League  (NFL).

## Carriera
Jones al college giocò a football alla North Carolina. Fu scelto nel corso del terzo giro (102º assoluto) del Draft NFL 2017 dai Seattle Seahawks. Debuttò come professionista subentrando nella gara del primo turno contro i Green Bay Packers mettendo subito a segno un intercetto su Aaron Rodgers nel primo quarto. Nella stessa azione ritornò il pallone in touchdown ma la marcatura fu annullata per un fallo del compagno Jeremy Lane. Nel nono turno mise a segno il primo sack solitario in carriera, ai danni di Drew Stanton degli Arizona Cardinals. La sua stagione da rookie si concluse con 19 tackle e 2 sack in 11 presenze, 2 delle quali come titolare.